# Kreuzprozession

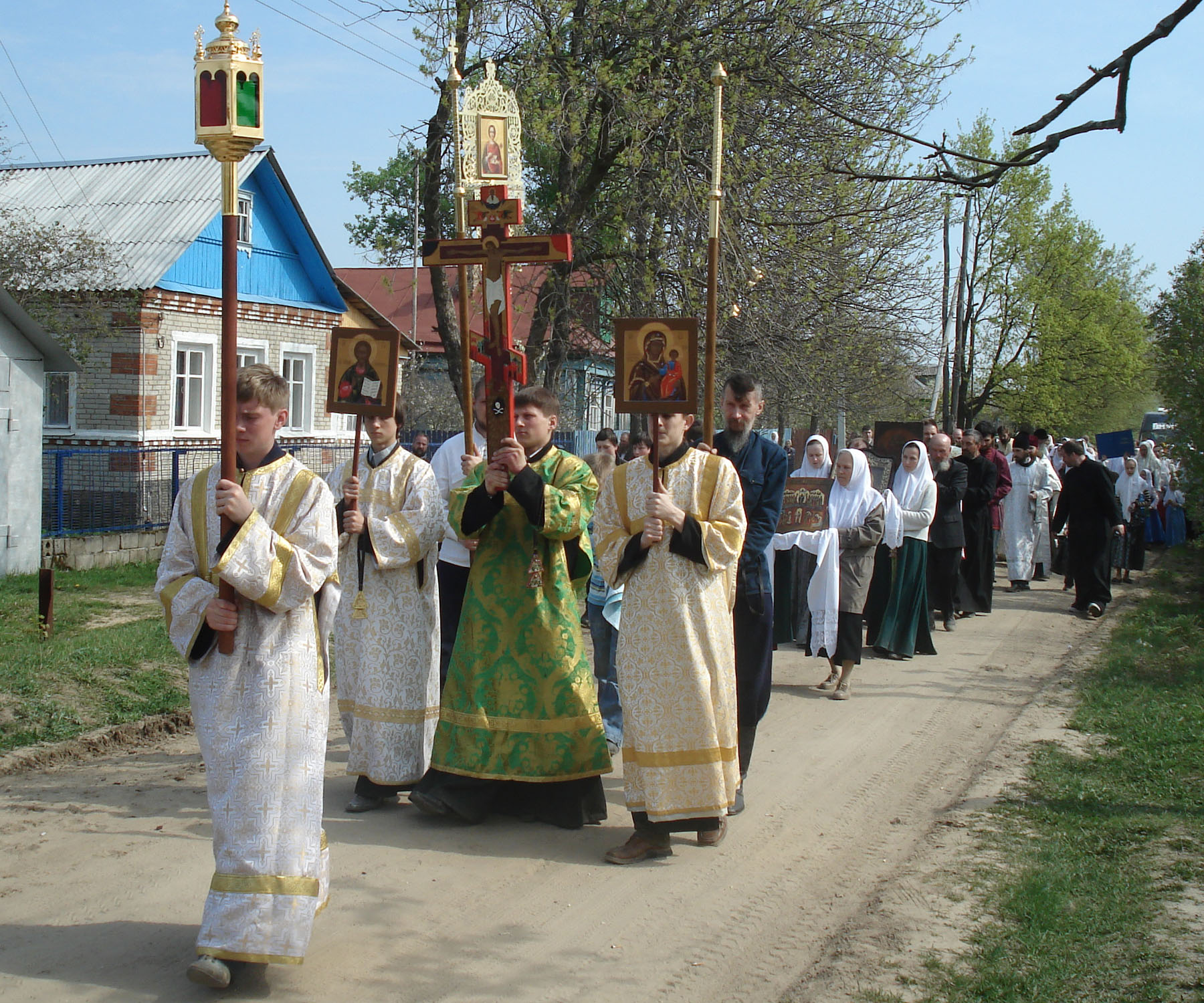
Eine Kreuzprozession der Altorthodoxen zu Ostern 2008, aufgenommen in der Oblast Moskau

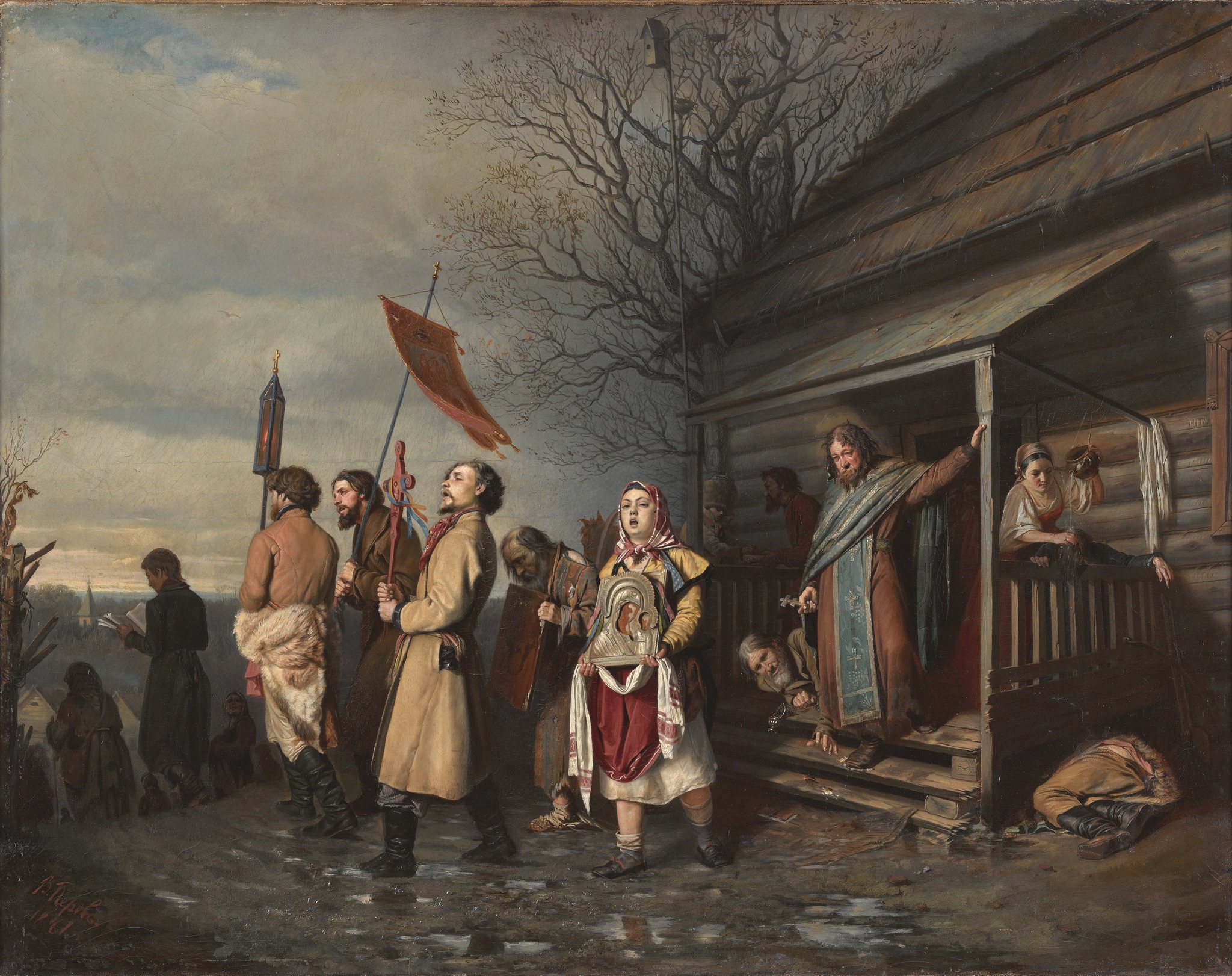
Oster-Kreuzprozession in einem Dorf. Ölbild von Wassili Perow (1861)

Als Kreuzprozession (russisch Крестный ход, transkribiert Krestny Chod) wird in den orthodoxen Kirchen, so unter anderem in der russisch-orthodoxen Kirche, eine Prozession bezeichnet, die vor allem an bestimmten kirchlichen Festtagen veranstaltet wird.

## Beschreibung
In der Regel zieht man mit dem Kreuz entweder um ein Kirchengebäude herum oder von einer Kirche zur anderen. Anlass einer Kreuzprozession ist in der russisch-orthodoxen Kirche meistens das Osterfest oder das Fest der Erscheinung des Herrn. Es gibt aber auch Kreuzprozessionen zu besonderen Anlässen, etwa bei der Weihe einer neuen Kirche, außerordentlichen Staatsfeiern oder auch bei Naturkatastrophen. Zu Ostern wird in Russland um jede orthodoxe Kirche herum eine Kreuzprozession abgehalten, die dann von dem jeweiligen Vorsteher der Gemeinde angeführt wird.
Handelt es sich bei der Prozession um einen Rundumzug, so wird dieser in der russisch-orthodoxen Kirche immer gegen den Uhrzeigersinn, also entgegen der Bewegung der Sonne, durchgeführt, wohingegen die Rundprozessionen der altorthodoxen Christen im Uhrzeigersinn verlaufen. Oft zieht die  Prozession dreimal um die Kirche. Ganz vorn bei einer Kreuzprozession wird immer eine Laterne getragen, erst in der zweiten Reihe kommt das Kreuz, gefolgt von Ikonen, orthodoxen Bannern und Reliquien. Begleitet wird die Prozession vom Kirchenchor, der die Hymnen singt.

## Bekannte Kreuzprozessionen
In den Zeiten des russischen Zarenreichs war der Rote Platz in Moskau, an dem die Basilius-Kathedrale steht, stets Ort der wichtigsten Kreuzprozessionen. Diese fanden nicht nur zu den orthodoxen Festen statt, sondern auch alljährlich zum Jahrestag der Befreiung Russlands von den polnisch-litauischen Interventen (heute ist dieser Tag, der am 4. November gefeiert wird, als Tag der Einheit des Volkes bekannt). Hierbei zog die sowohl vom Patriarchen der russisch-orthodoxen Kirche als auch vom Zaren angeführte Prozession von der Basilius-Kathedrale zur Kasaner Kathedrale.
Es gab in der Geschichte auch besonders lang andauernde Kreuzprozessionen:
- Vom 28. Juli bis zum 1. August 1991 erfolgte eine außerordentliche Kreuzprozession von Moskau in das Seraphim-Kloster von Diwejewo in der Oblast Nischni Nowgorod. Anlass dafür war das Wiederauffinden der Reliquien des heiligen Seraphim von Sarow, eines Starzen, der in der Nähe des Klosters lebte.

- Die längste Kreuzprozession der Geschichte fand ab dem 20. Mai 2007[1] in Wladiwostok von der russischen Pazifikküste bis nach Moskau statt. Zugleich wurde eine Reihe weiterer Prozessionen von anderen russischen Städten aus durchgeführt, die im Juni 2008 allesamt ihren Abschluss in Moskau fanden.[2][3] Anlass dazu war die 2007 besiegelte Vereinigung der Moskauer russisch-orthodoxen Kirche mit der russisch-orthodoxen Kirche im Ausland und die Feierlichkeiten zum 125-jährigen Bestehen der Moskauer Christ-Erlöser-Kathedrale im Juni 2008.